# Всеобщие выборы в Коста-Рике (1994)
Всеобщие выборы в Коста-Рике прошли 6 февраля 1994 года. На них избирались президент Коста-Рики, два вице-президента и 57 депутатов Законодательного собрания. В результате Хосе Мария Фигерес Ольсен от Партии национального освобождения был избран президентом Коста-Рики. На парламентских выборах также победу одержала Партия национального освобождения. Явка составила 81,1 %..

## Избирательная кампания
Первичные выборы в партиях были главным предметом споров во время предвыборной кампании, поскольку они были особенно наполнены чёрным пиаром. В Партии социал-христианского единства Мигель Анхель Родригес Эчеверрия предпринял вторую попытку выдвинуть свою кандидатуру против Хосе Хоакина Трехоса Фонсека, сына бывшего президента Хосе Хоакина Трехоса Фернандеса. Кампания была очень идеологической: Трехос обвинил Родригеса в том, что тот на самом деле не является христианским демократом и не следует идеалам христианского социализма, а вместо этого является неолибералом. Родригес действительно признал, что следует классическому либерализму и выступал за небольшое правительство, но не отказывался полностью от идей христианской демократии.
Основное внимание в Партии национального освобождения уделялось персональным дрязгам. Хосе Мария Фигерес Олсен, сын основателя партии и бывшего президента Хосе Фигереса Феррера, столкнулся с популярным депутатом по борьбе с коррупцией и наркотиками Хосе Мигелем Корралесом Боланьосом вместе с другими кандидатами, такими как бывшая первая леди Маргарита Пенон (жена Оскара Ариаса) и мэр Сан-Хосе Роландо Арая (племянник бывшего президента Луиса Альберто Монхе). Таким образом, большинство кандидатов, кроме Корралеса, происходили из важных политических семей. На имидж Фигереса повлияло «дело о сорочке», утверждения о том, что он был причастен к убийству молодого торговца наркотиками, находившгося под стражей, во время правления своего отца. Фигерес подал в суд на авторов книги, обвинившего его, и выиграл, но Корралес по-прежнему использовал этот спор в своей кампании, хотя и безрезультатно. В конце концов Фигерес выиграл первичные выборы. После этого Корралес не поддерживал его.
Чёрный пиар продолжался и после праймериз. Родригес также использовал «дело о сорочке», а также обвинил Фигереса в том, что тот не является католиком и принадлежит к культу христианской науки, в военном восстании из-за того, что его отец в прошлом был революционным каудильо, и в том, что он выпускник «Вест-Пойнта» (Военная академия США) и т. д., для того, чтобы вызвать страх перед авторитарным правительством. Кампания Фигереса, с другой стороны, пыталась показать Родригеса холодным, бессердечным предпринимателем с неолиберальными идеями как противоположностью социал-демократической идеологии Фигереса.

## Результаты

### Президентские выборы
| Кандидат                             | Кандидат                             | Партия                               | Голосов   | %     |
| ------------------------------------ | ------------------------------------ | ------------------------------------ | --------- | ----- |
|                                      | Хосе Мария Фигерес Ольсен            | Партия национального освобождения    | 739 339   | 49,62 |
|                                      | Мигель Анхель Родригес Эчеверрия     | Партия социал-христианского единства | 711 328   | 47,74 |
|                                      | Мигель Суньига Диас                  | Демократическая сила                 | 28 274    | 1,90  |
|                                      | Рафаэль Анхел Матаморос Месен        | Христианский национальный альянс     | 4 980     | 0,33  |
|                                      | Хорхе Гонсалес Мартен                | Национальная независимая партия      | 2 426     | 0,16  |
|                                      | Норма Варгас Дуарте                  | Партия всеобщего союза               | 2 150     | 0,14  |
|                                      | Ольман Эскивель Гарроте              | Независимая партия                   | 1 600     | 0,11  |
| Недействительных/пустых бюллетеней   | Недействительных/пустых бюллетеней   | Недействительных/пустых бюллетеней   | 35 882    | –     |
| Всего                                | Всего                                | Всего                                | 1 525 979 | 100   |
| Зарегистрированных избирателей/ Явка | Зарегистрированных избирателей/ Явка | Зарегистрированных избирателей/ Явка | 1 881 348 | 81,11 |
| Источник: Nohlen; TSE                |                                      |                                      |           |       |

### Парламентские выборы
|                                       |                                       |           |       |       |       |
| Партия                                | Партия                                | Голоса    | %     | Места | +/-   |
|                                       | Партия национального освобождения     | 658 258   | 44,61 | 28    | +3    |
|                                       | Партия социал-христианского единства  | 595 802   | 40,38 | 25    | -4    |
|                                       | Демократическая сила                  | 78 454    | 5,32  | 2     | +2    |
|                                       | Партия всеобщего союза                | 25 420    | 1,72  | 0     | -1    |
|                                       | Христианский национальный альянс      | 21 064    | 1,43  | 0     | 0     |
|                                       | Народный авангард                     | 20 026    | 1,36  | 0     | 0     |
|                                       | Партия аграрного союза Картаго        | 16 336    | 1,11  | 1     | 0     |
|                                       | Национальная аграрная партия          | 13 589    | 0,92  | 1     | +1    |
|                                       | Национальная независимая партия       | 12 767    | 0,87  | 0     | 0     |
|                                       | Демократическое действие Алахуэлы     | 11 630    | 0,79  | 0     | 0     |
|                                       | Независимая партия                    | 9 213     | 0,62  | 0     | 0     |
|                                       | Истинная лимонская партия             | 5 468     | 0,37  | 0     | 0     |
|                                       | Партия действия сельских работников   | 3 859     | 0,26  | 0     | 0     |
|                                       | Партия независимого Гуанакасте        | 2 843     | 0,19  | 0     | новая |
|                                       | Партия национальной конвергенции      | 864       | 0,06  | 0     | новая |
| Недействительных/пустых бюллетеней    | Недействительных/пустых бюллетеней    | 50 031    | -     | -     | -     |
| Всего                                 | Всего                                 | 1 525 624 | 100   | 57    | 0     |
| Зарегистрированных избирателей / Явка | Зарегистрированных избирателей / Явка | 1 881 348 | 81,11 | -     | -     |
| Источники: TSE; Election Resources    |                                       |           |       |       |       |